# Quassia suaveolens
Quassia suaveolens là một loài thực vật có hoa trong họ Thanh thất. Loài này được (A.St.-Hil.) D.Dietr. miêu tả khoa học đầu tiên năm 1840.